# Knopf

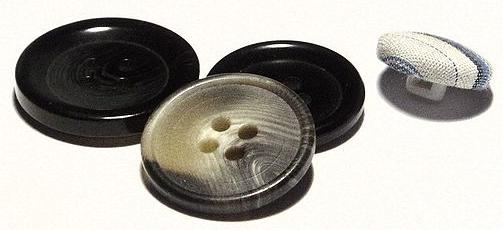
Verschiedene Knopfarten aus Kunststoff und mit Stoffüberzug

Ein Knopf ist ein kleiner, fester, meist runder Gegenstand an Kleidungsstücken. Er dient zusammen mit einem Knopfloch oder einer Schlaufe zum Schließen von Kleidung oder Schuhen sowie von Behältnissen wie Taschen, Körben oder Kästen. Knöpfe gehören als Nähbedarf zu den Kurzwaren.

## Geschichte
Der Knopf als Ziergegenstand ohne Knopfloch oder Schlaufe war bereits in der Antike bekannt. Knöpfe mit Knopflöchern (statt Schlaufen) wurden im 13. Jahrhundert in Deutschland erfunden. Die neue Methode verbreitete sich bis zum 14. Jahrhundert rasch in Europa und führte zu einer Mode mit eng anliegenden Kleidern. Zur Herstellung von Knöpfen gab es den Handwerksberuf des Knopfmachers.

## Verwendung

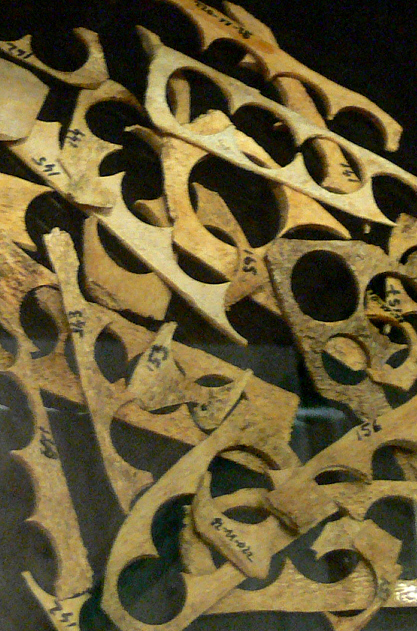
Reste der Knopfherstellung (Knochenfragmente mit Stanzlöchern, 15. Jahrhundert)

Beim Schließen wird der Knopf, der beispielsweise durch Garn fest mit der einen Stoffhälfte verbunden ist, entweder durch eine in der Größe angepasste Schlaufe auf der anderen Hälfte gezogen oder durch einen gesäumten Schnitt im Stoff (Knopfloch) geführt und die Öffnung so verschlossen. Die Form des Knopfes, seine Größe, das Material und die Anbringung sind der Mode unterworfen. Heutzutage besteht ein Knopf meist aus Kunststoff und/oder Metall; andere Materialien sind beispielsweise Holz, Horn, Glas oder Perlmutt. Ein Knopf kann auch zur Zierde angebracht sein. Vorgänger des Knopfs als Gebrauchs- wie als Ziergegenstand waren das Band und die Fibel.
Traditionell befinden sich bei Herrenbekleidung die Knöpfe aus Sicht des Trägers auf der rechten, die zugehörigen Knopflöcher auf der linken Seite; man spricht von einer Links-rechts-Knöpfung. Bei Damenbekleidung ist es dagegen umgekehrt (Rechts-links-Knöpfung). Zu den Gründen hierfür gibt es mehrere Theorien, z. B. dass sich Männer ihre Kleidung selbst zuknöpften, während „die Dame“ von einer Zofe bekleidet wurde, welche auch die Knöpfe schloss. Für die Zofe, zumindest wenn sie Rechtshänderin war, sei es leichter gewesen, die Knöpfe mit der rechten Hand und das Knopfloch mit der linken Hand zu fassen, als andersherum. Dem widerspricht allerdings die Tatsache, dass eine allgemeine Rechts-links-Knöpfung bei Frauenkleidung erst ab Mitte des 19. Jahrhunderts nachweisbar ist.

## Arten von Knöpfen
Knöpfe können nach dem Material unterschieden werden (z. B. Hirschhornknopf, Perlmuttknopf), nach dem Verwendungszweck oder wie im Folgenden nach der Form und Machart.

### Ösenknopf

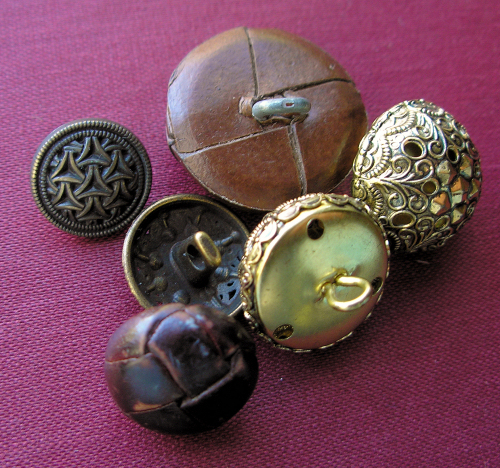
Verschiedene Ösenknöpfe

Der Ösenknopf ist seit dem Hochmittelalter gebräuchlich. Er zeichnet sich dadurch aus, dass er auf der Rückseite eine Öse hat, durch die er an das Kleidungsstück genäht wird. Die Schauseite des Knopfes kann kugel-, kuppel-, scheibenförmig oder flach gewölbt sein. Die Öse kann allein oder zusammen mit einer Trägerplatte an der Rückseite des Knopfes befestigt oder aber mit dem Knopf aus einem Stück gefertigt sein.
Eine Sonderform des Ösenknopfes ist der bezogene Knopf. Hierbei wird eine scheibenförmige oder gewölbte Basis mit Stoff oder Leder bezogen. Der auf der Rückseite des Knopfes zusammengeraffte Stoffüberhang dient, wie eine Öse, zur Befestigung.
Da die Öse als Abstandshalter zwischen Knopf und Trägerstoff wirkt, werden Ösenknöpfe bevorzugt bei dicken Textilien (z. B. bei Mänteln) eingesetzt, so dass der Knopf plan auf dem Knopfloch aufliegt. Die nicht unterbrochene Oberfläche eignet sich besonders für Verzierungen, beispielsweise für reliefierte Abzeichen (Uniformknöpfe), Gravuren, Cloisonné oder (bei bezogenen Knöpfen) Stickerei.
Überall dort, wo Knöpfe bei der Reinigung und sonstigen Behandlungen von Kleidungsstücken stören können (z. B. Labor- und Arztkittel), können Ösenknöpfe abnehmbar gestaltet sein. Dazu wird die Öse durch ein kleines verstärktes Loch im Stoff geführt und auf der Rückseite mit einem kleinen Splint gesichert.

### Nietenknopf

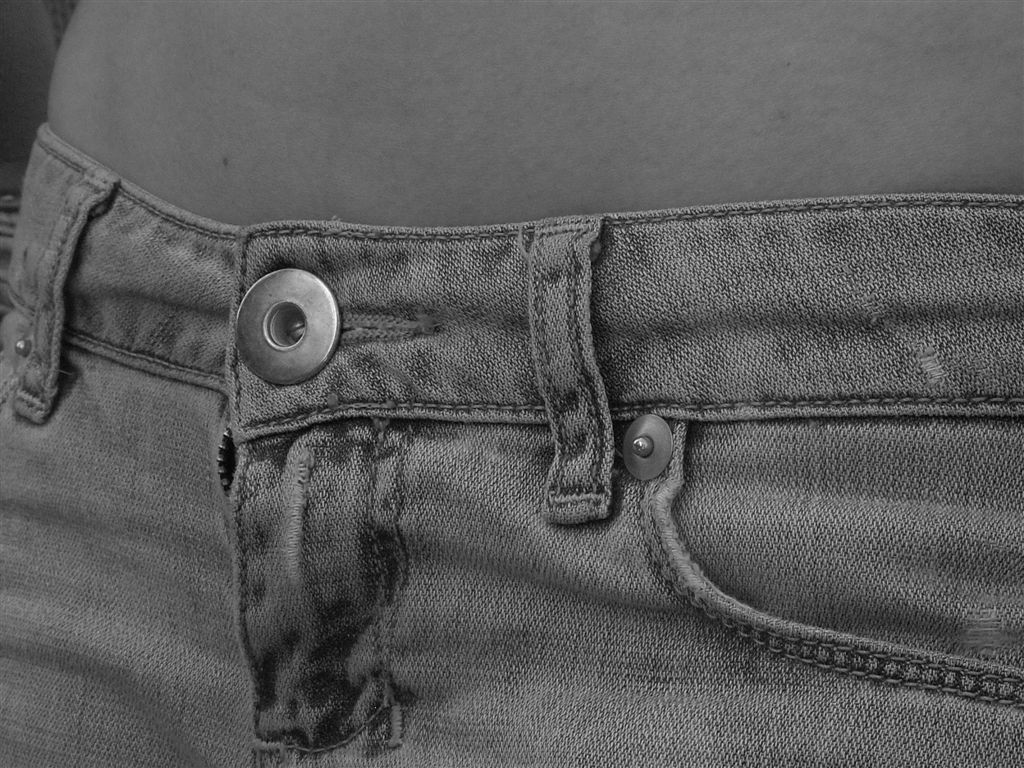
Hosenbund mit Nietenknopf

Da Hosen aus Denim und Cord früher häufig Arbeitshosen mit besonderer Beanspruchung waren, ist für sie auch heute noch ein Nietenknopf aus Metall, ohne den leicht verschleißenden Annähfaden, typisch. Bei Lederkleidung wird er verwendet, weil durch die größere Auflagefläche das Leder weniger leicht ausreißt als der an einer vergleichsweise kleinen Stelle angenähte Knopf. Alternative Bezeichnungen für einen Nietenknopf sind Nagelknopf, Patentknopf, Jeansknopf oder Bachelor-Button.

### Lochknopf

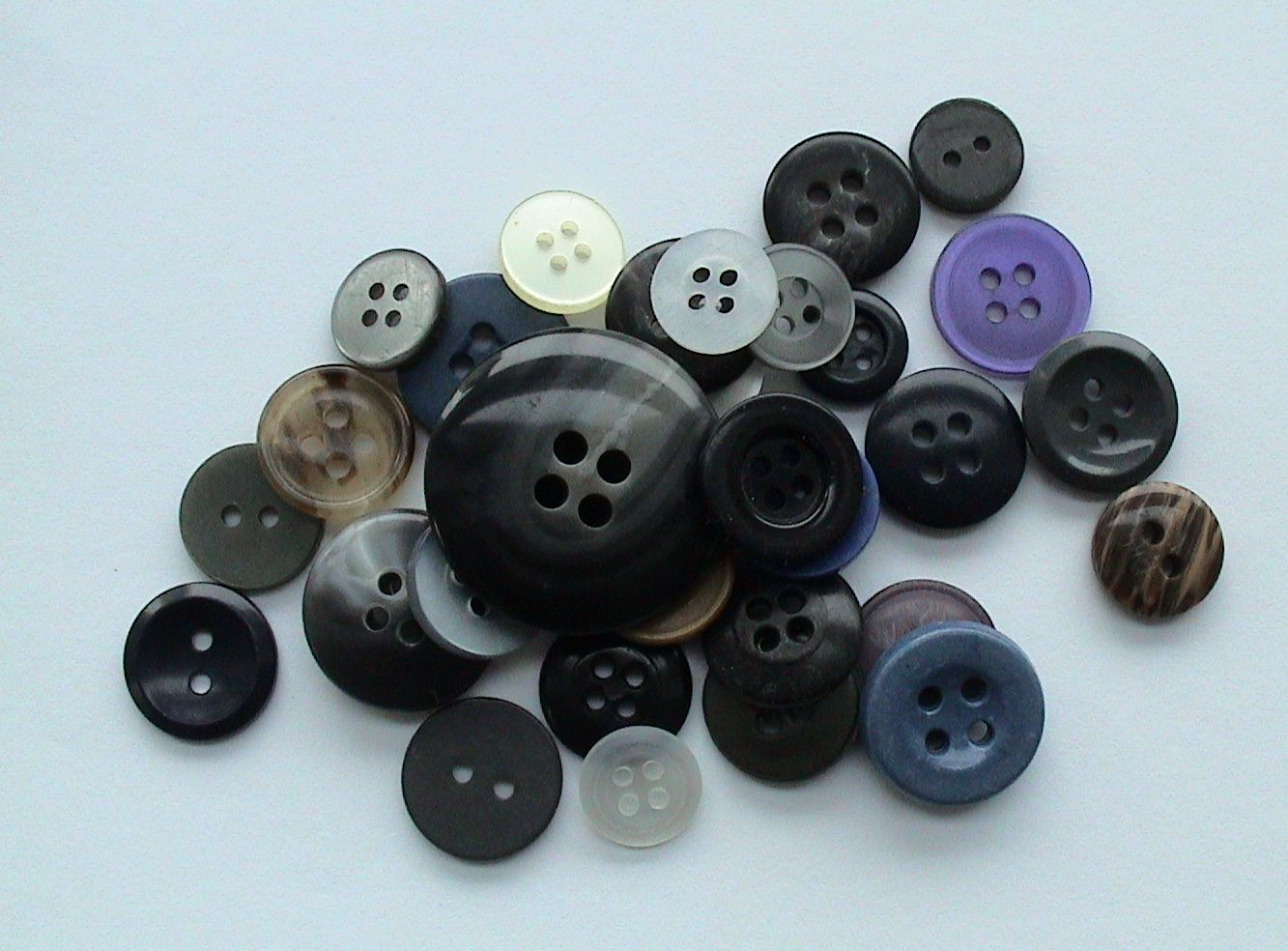
Verschiedene Lochknöpfe

Der Lochknopf ist meist scheibenförmig – mit oder ohne Zierrand – und wird durch die Löcher hindurch am Stoff angenäht. Er kommt am häufigsten als Zwei- oder Vierlochknopf an Hemden und Blusen vor. Er kann leicht maschinell befestigt werden. Wird er für dickere Stoffe verwendet, muss unter dem Knopf für das Knopfloch Platz geschaffen werden, indem man den Knopf zunächst mit überlangen Schlingen annäht und diese dann mehrfach mit dem Nähfaden umwickelt (Stiel oder österreichisch Hals).
Für eine Art der heutigen Hirschhornknöpfe werden in der Regel an der Oberseite ein Fadenteller eingefräst, bevor sie mit Spitzbohrern durchbohrt werden. Diese zylindrische Vertiefung erscheint farblich kontrastierend hell. Für Lederhosen, deren Knöpfe mit Lederschlaufen befestigt werden, werden zwei parallele Schlitze eingefräst oder in eine große zentrale Bohrung ein metallischer Querstift diametral eingepasst.
Knöpfe ohne vorne sichtbares Loch können hinten eine Querbohrung durch eine Lasche oder durch die dammförmige Unterbrechung einer diametralen Rille aufweisen.

### Zwirnknopf

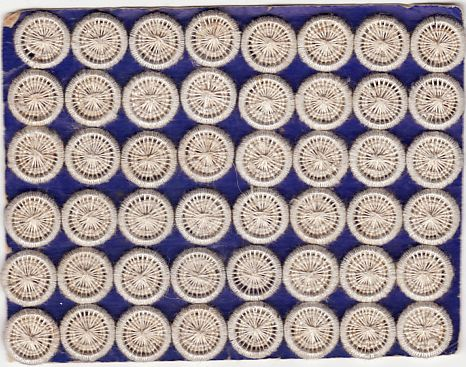
Zwirnknöpfe

Beim Zwirnknopf wird Leinen- oder Baumwollgarn sternförmig um einen Metallring geführt, bis sich eine geschlossene Fläche ergibt. Da Zwirnknöpfe traditionell (mindestens seit dem 18. Jahrhundert) für Wäsche verwendet werden, findet man sie fast ausschließlich in Weiß.

### Posamentenknopf

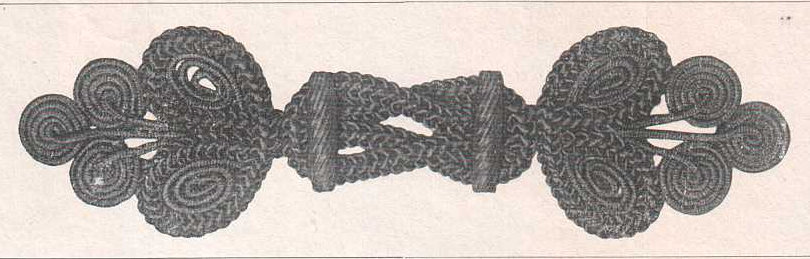
Posamenten-Knebelknopf

Posamentenknöpfe werden aus den gleichen Materialien wie Kordeln und Quasten gefertigt, d. h. meist aus mit Seide (oder Kunstseide) umwickelten Strängen. Ein Posamentenknopf kann die Form eines Ösenknopfes annehmen oder die eines flächigen Ornaments, das an einer Stelle einen Knauf bildet, der durch die Schlaufe eines symmetrischen Gegenstücks geführt wird.

### Knebel

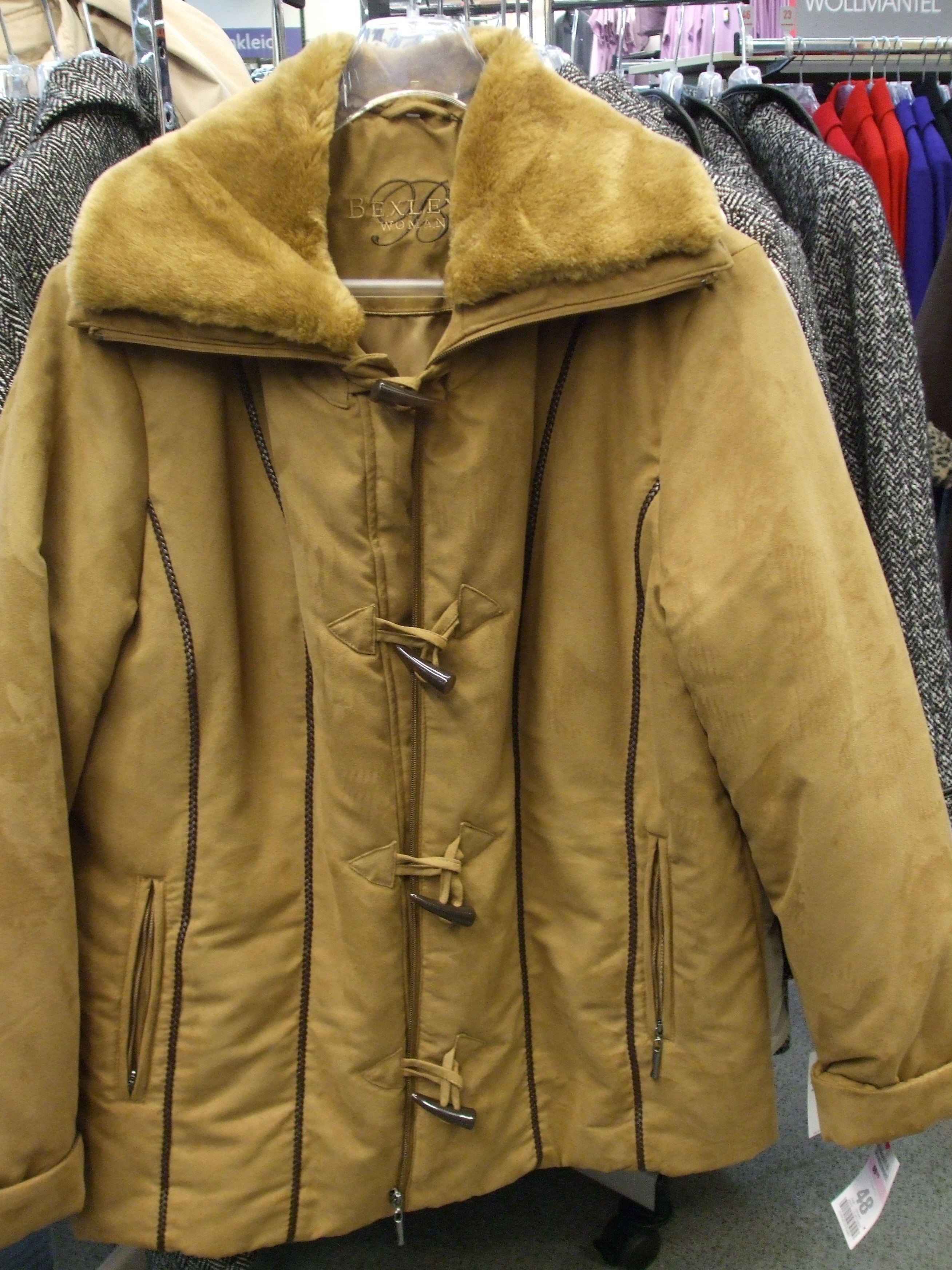
Knebelverschluss

Knebel sind eine längliche Sonderform des Knopfes und vermutlich die älteste Vorläuferform des heutigen Knopfes. Sie können mit Ösen oder Löchern versehen sein und werden meist mit Schlaufen statt Knopflöchern kombiniert, z. B. beim Dufflecoat. Sie finden vor allem bei Mänteln und in der Trachtenmode Verwendung.

Eisenzeitliche Knebel
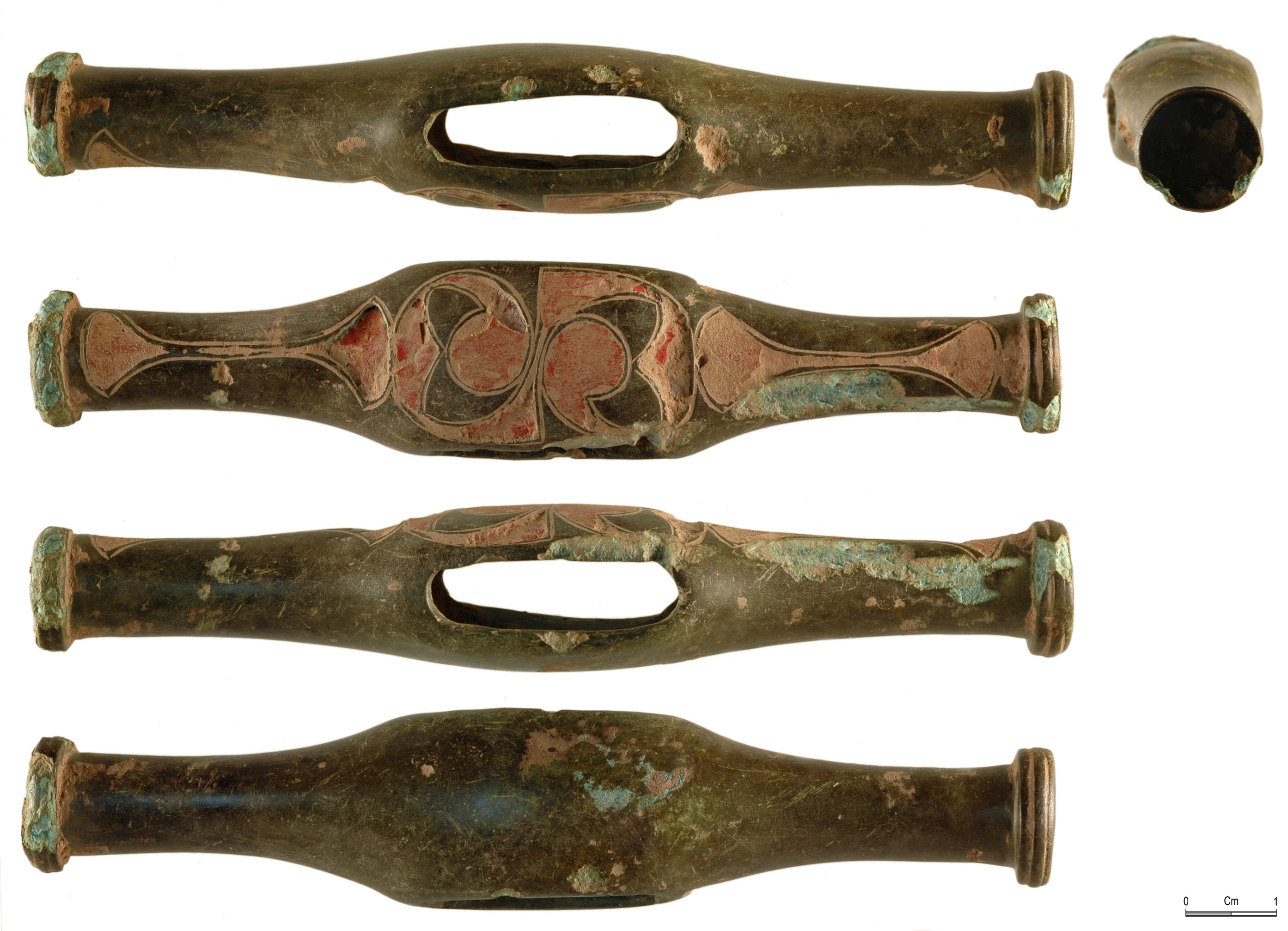
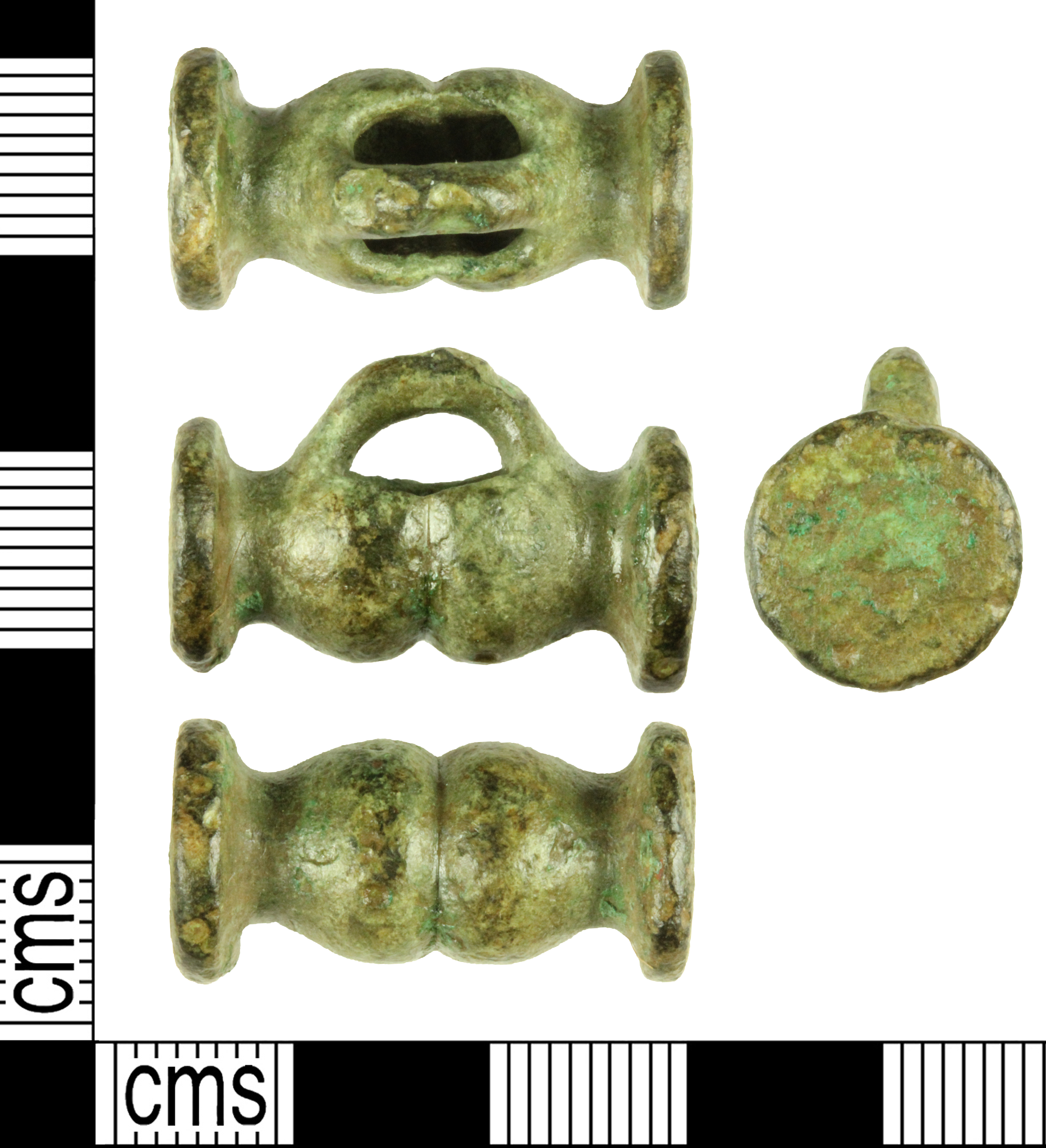
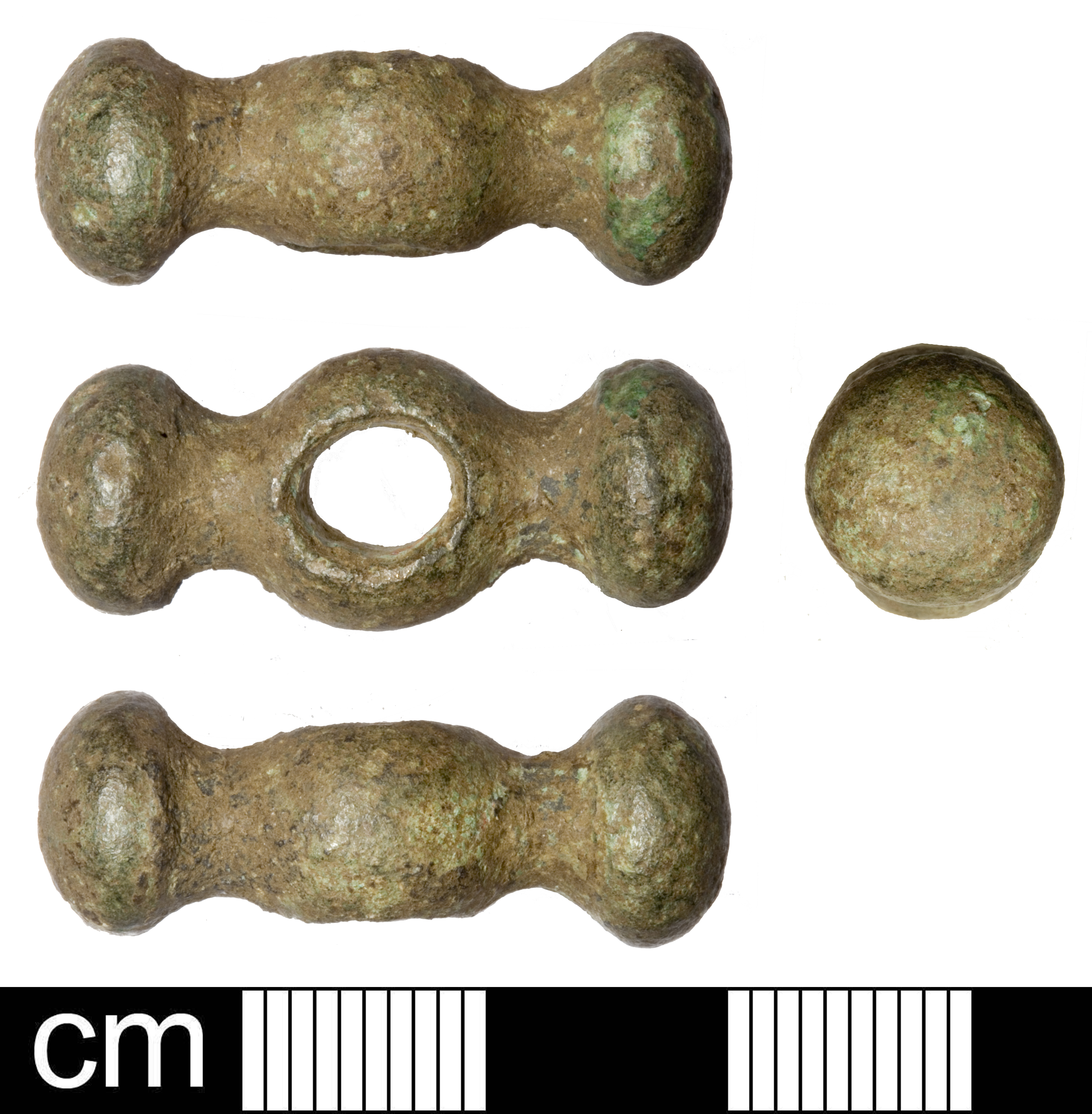
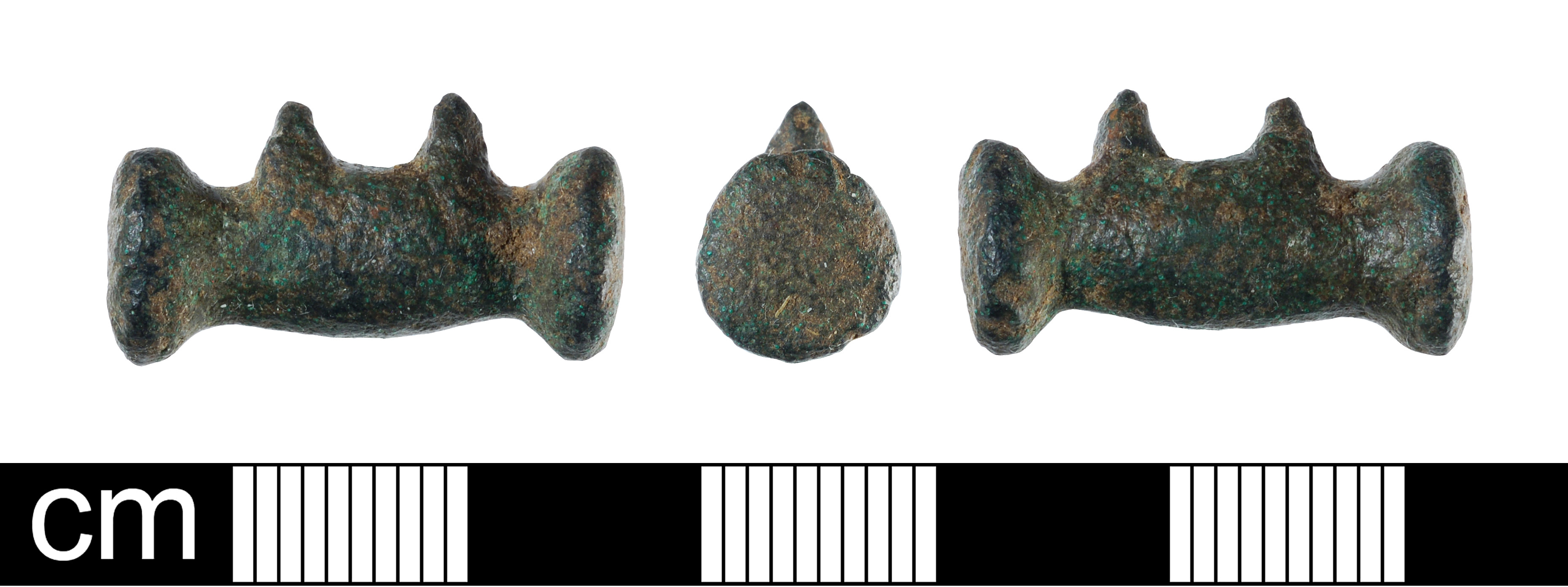

### Druckknopf

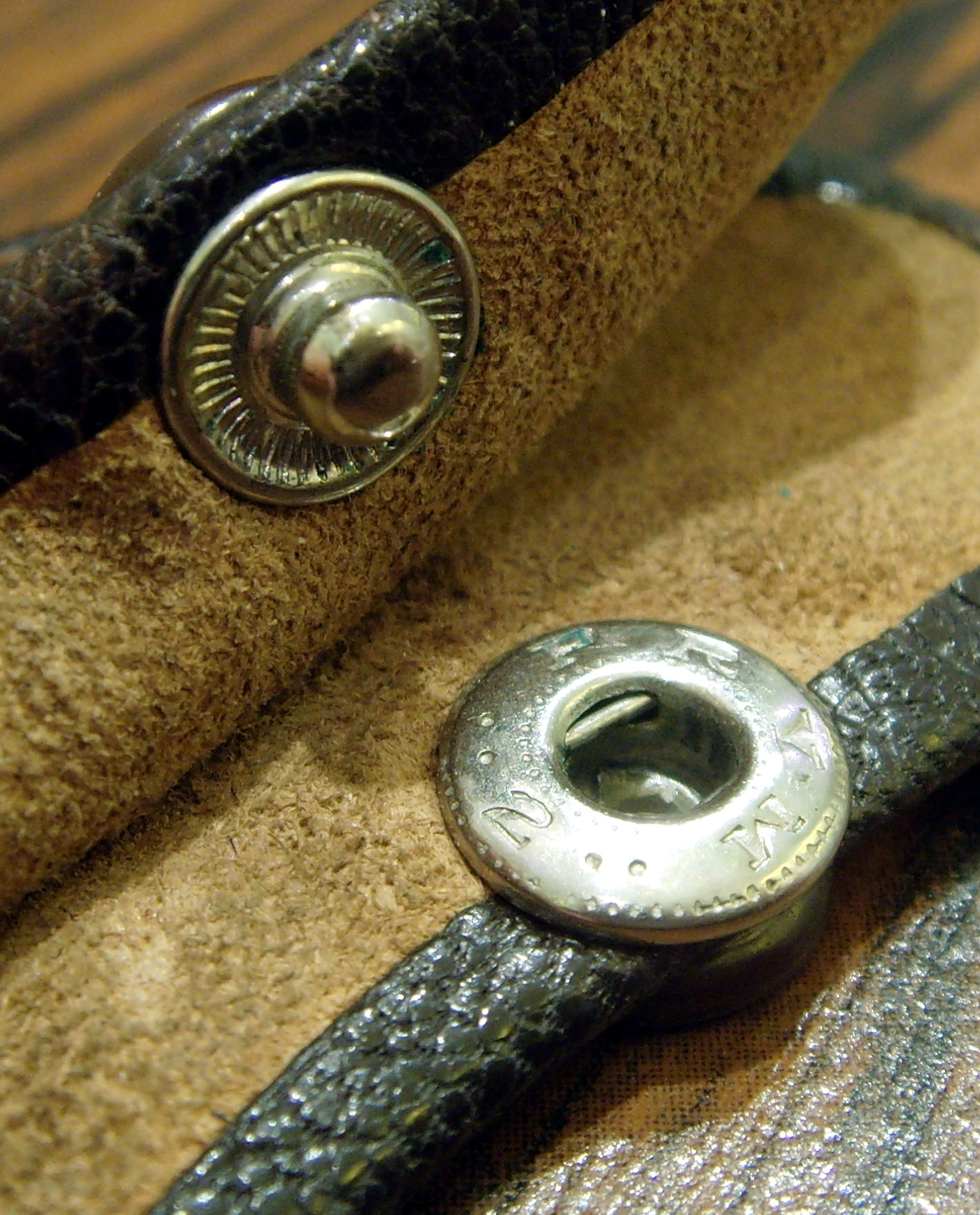
Druckknopf

Ein Druckknopf ist ein Verschlussmittel aus zwei kleinen, runden Teilen, von denen eines mit einer Vertiefung, das andere mit einem passenden Kopf versehen ist. Sie werden auf gegenüberliegenden Seiten des Stoffs festgenäht oder -genietet und zum Schließen ineinandergedrückt. Damit der Kopf einschnappt und sich der Knopf nur bei erheblicher Zugkraft öffnet, ist die Vertiefung entsprechend als offener Hohlraum oder Ring geformt, dann ermöglicht die Materialelastizität des Knopfes das Einschnappen, oder es ist ein zusätzliches seitlich federndes Element eingebaut. Druckknöpfe sind meist aus Metall, seltener aus Kunststoff.
Die früheste bekannte Verwendung des Druckknopf-Prinzips findet sich in China an der Kleidung der Terrakottaarmee, der Baubeginn des dazugehörenden Mausoleums war 246 v. Chr.
1885 erfand Heribert Bauer aus Pforzheim den ersten Druckknopf der Neuzeit. Er war vor allem für Unterbekleidung von Männern gedacht. Unter der Bezeichnung „Kronendruckkopf“ wurde einige Zeit später ein Druckknopf für Damenkleider eingeführt (Ohne Wissen davon erfand auch der spätere Chirurg Ferdinand Sauerbruch in der Schusterwerkstatt seines Großvaters einen solchen für Schuhe). 1903 kam der Druckknopf in einer von Hans Prym verbesserten Form auf den Markt, mit einer um den Kopfteil eingelegten Feder, die das Öffnen und Schließen beträchtlich erleichterte. Aus rostfreiem Metall hergestellt, ist der Druckknopf in dieser Form bis heute im Handel und dient in der Regel als unauffälliger, bzw. im geschlossenen Zustand meist nicht sichtbarer Verschluss von Kleidungsstücken, Taschen und anderem.

### Durchsteckknöpfe

#### Frackknopf

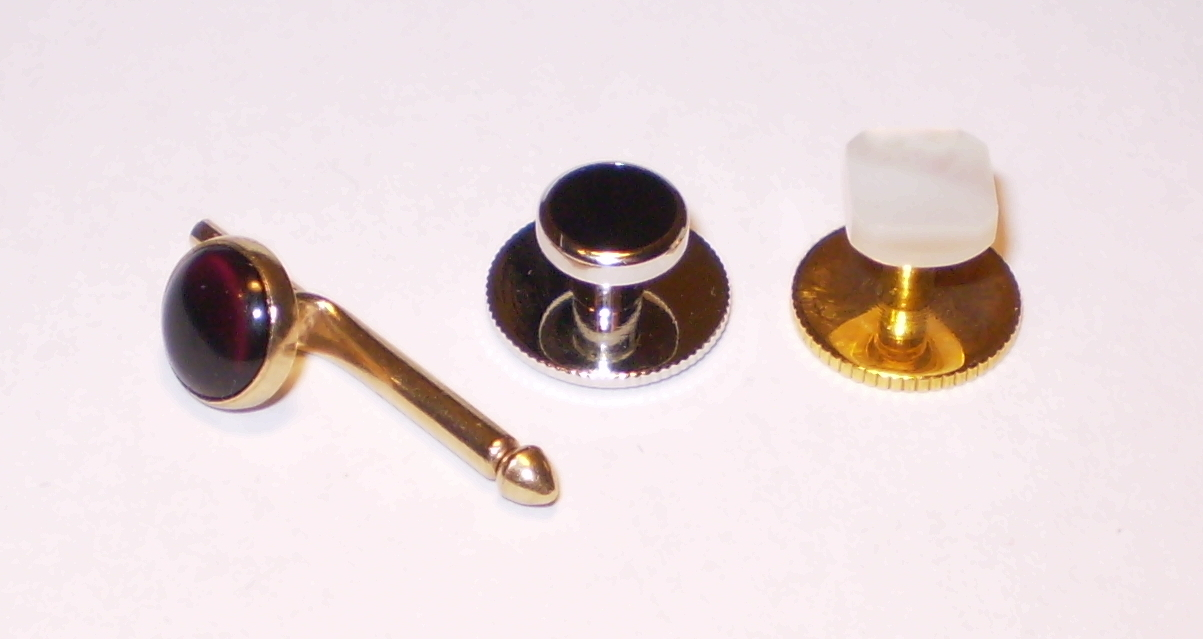
Verschiedene Frackknöpfe

Ein Frackknopf (englisch shirt stud) dient zum Schließen eines Hemdes mit zwei Knopflochleisten. Üblicherweise sind dies Frack- und Smokinghemden, deren Brustleiste im oberen Teil statt angenähter Knöpfe zwei bis drei Knopfloch-Knopfloch-Paare haben.
Ähnlich wie Manschettenknöpfe werden Frackknöpfe separat zum Hemd gekauft und mit den restlichen Accessoires kombiniert. Sie werden aus den verschiedensten Materialien hergestellt, wie z. B. Gold, Silber oder Edelstahl. Die Frontseite kann verziert oder mit Edelsteinen besetzt sein. Zum Smoking trägt man typischerweise mit Onyx und zum Frack mit Perlmutt oder Brillanten besetzte Knöpfe.

#### Kugelknopf

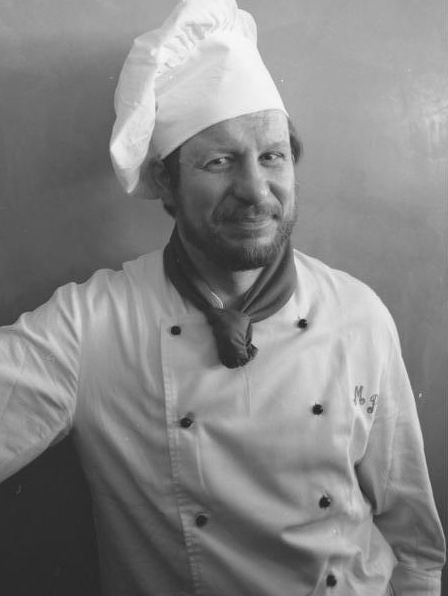
Kochjacke mit Kugelknöpfen

Kochjacken haben traditionell ein oder zwei Paare Leisten schlitzförmiger Knopflöcher, die mit Kochknöpfen (Kugelknöpfen) aus Kunststoff verschlossen werden. Das Textilstück ist damit auskochbar und bleichbar und ohne die abstehenden Knöpfe auch leichter zu bügeln. Der Knopf besteht aus einer runden Scheibe von etwa 15 mm Durchmesser, axial anschließendem kurzen Steg und einer Kugel mit etwa 10 Millimeter Durchmesser. Die Kugelknöpfe sind heute meist einteilig aus Kunststoffspritzguss gefertigt. Häufig werden sie in kontrastierender Farbe, z. B. rot, zu weißem Textil gewählt. Die an der geschlossenen Kleidung etwas vorstehende sichtbare Kugel kann auch mehrfarbig oder formvariiert, etwa als Herz, gestaltet sein.
Zuerst wird der Kugelknopf durch das innere Knopfloch gesteckt – entweder mit der Scheibe radial oder mit der Kugel axial – und abschließend die Kugel durch das Knopfloch der äußeren Lage des Textilstücks geführt. Der Knopf verhakt sich mit den 2 Lagen und vermittelt sicher radialen Zug. Durch knopf-axiales Abziehen von der Kugel kann die äußere Knopflochleiste leicht abgezogen werden und von unten beginnend die Jacke rasch in einem Zug vorne geöffnet werden, was bei versehentlichem Tränken des Kleidungsstück mit heißem Fett oder Wasser sicherheitsrelevant ist.

#### Durchsteckknopf für Bettwäsche

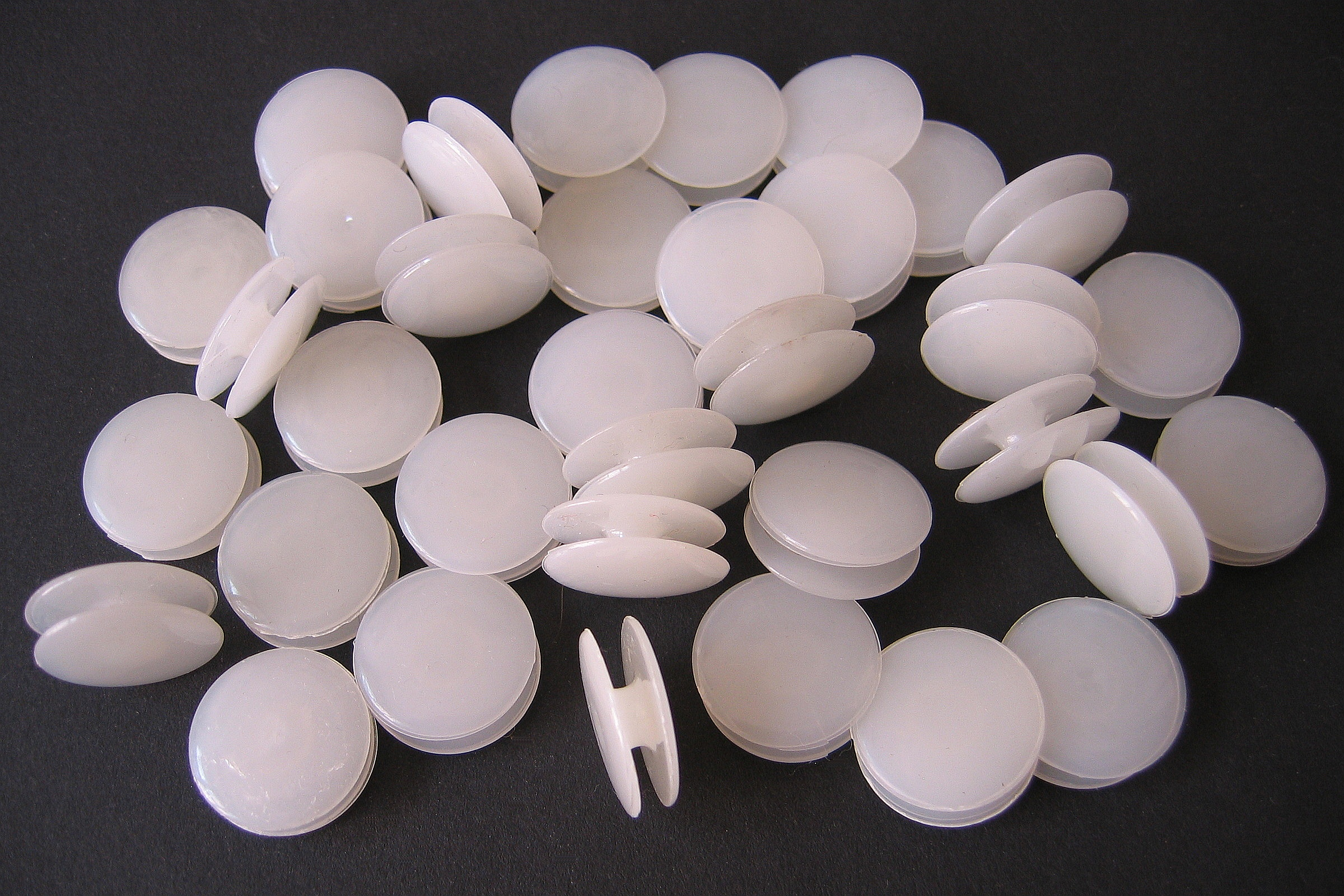
Durchsteckknöpfe für Bettwäsche

Nur mit zwei korrespondierenden Knopflochleisten gefertigte Bettwäsche ist wasch- und bügelfreundlich. Die Knöpfe bestehen aus zwei durch einen Steg verbundenen Scheiben. Sie sind leicht einknöpfbar, können allerdings leicht verloren gehen.

## Knopfgrößen
Heute wird die Knopfgröße (Knopfmaß) meistens in Zentimetern oder Millimetern angegeben, wobei der Durchmesser oder die breiteste Stelle des Knopfes zu messen ist. Früher gab es eine Vielzahl von unterschiedlichen Maßeinheiten. Teils bis heute ist es gebräuchlich, in Linien zu messen (nicht zu verwechseln mit der wesentlich längeren Maßeinheit Linie in anderen Kontexten), wobei 40 „Linien“ einem Zoll entsprechen, sodass eine Linie dann 0,635 mm lang ist. Als Einheitenzeichen für die „Linie“ ist gelegentlich sowohl der Dreifachstrich ‴ wie auch der Doppelstrich ″ zu finden, wobei der Doppelstrich zu Verwechselungen mit der Maßeinheit Zoll führen kann.
Aus diesen traditionellen Größenmaßen ergeben sich die üblichen Knopfgrößen, bei denen typischerweise geradzahlige Vielfache einer „Linie“ zu finden sind, wodurch sich eine Größenabstufung von je 1,27 mm ergibt. Die kleinsten sind 10-linig (6,35 mm Durchmesser) etwa für Babyunterwäsche oder Puppenkleidung, besonders große von 80″ messen fast 51 mm und können auf Mantel oder Clownjacke prangen. Hemdknöpfe sind oft 20-linig (12,7 mm groß), solche für Bettwäsche sind Größe 24, messen also 15,24 mm.
Selten werden Knopfdurchmesser auch in französischen Pariser Linien von 2,25 mm gemessen (eine französische Linie ist 1/12 des französischen Zolls von 27 mm).

## Knopfloch

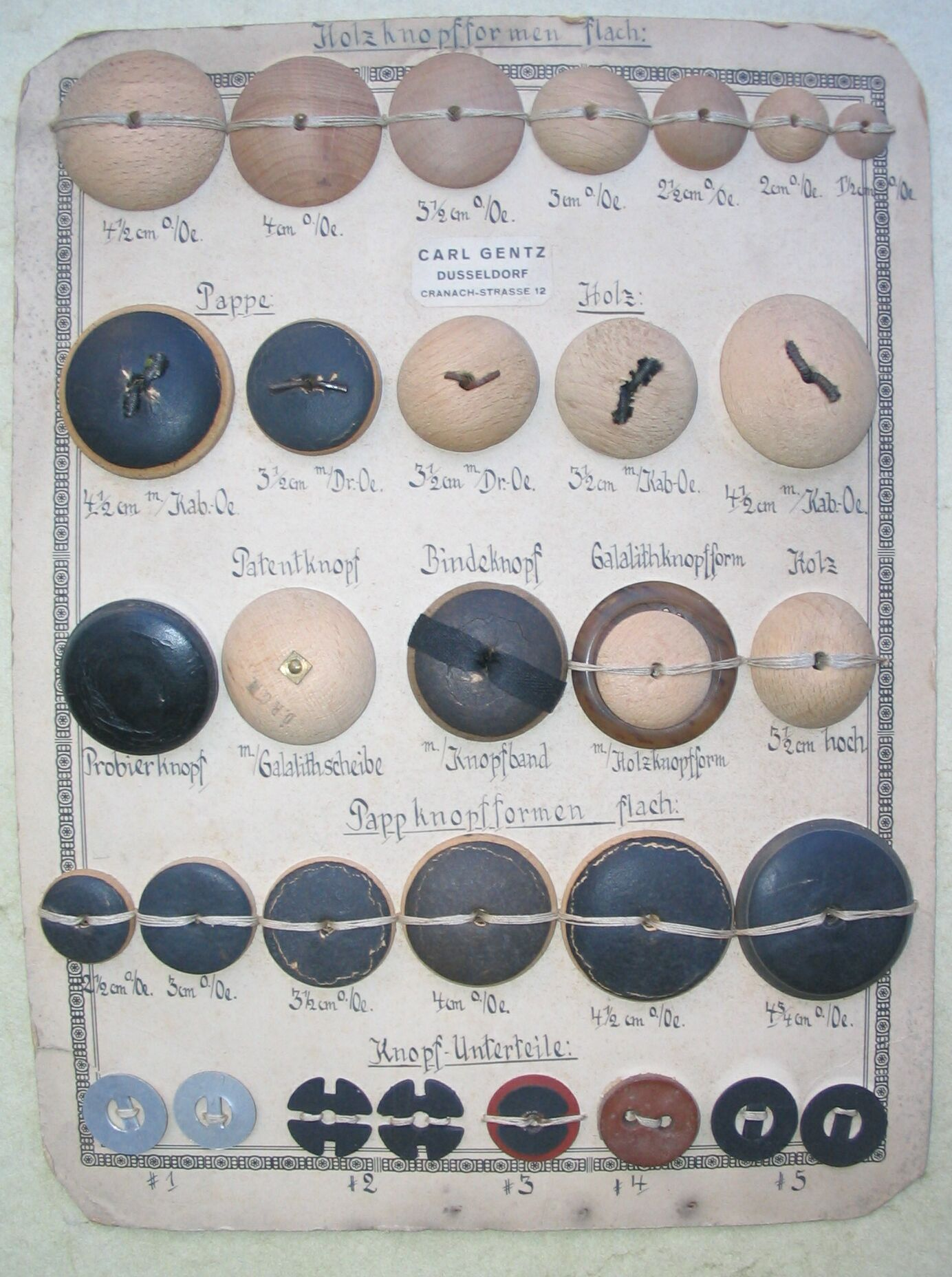
Knöpfe zum Beziehen mit Pelz (Musterkarte, ca. um 1950?)

Knopflöcher werden im Regelfall maschinell hergestellt; auch Haushaltsnähmaschinen können Knopflöcher sauber und zuverlässig fertigen. Bei hochwertigen und maßgeschneiderten Kleidungsstücken sind die Knopflöcher handgenäht. Der Schneider verwendet dazu ein besonders gezwirntes Garn; die früher übliche Knopflochseide wird immer häufiger durch Polyestergarne abgelöst. Das Knopfloch wird u. a. mit dem Knopflochstich gearbeitet, der das Knopfloch festigt und gegen Ausreißen schützt.
Man unterscheidet flache Wäscheknopflöcher (auch Flachlochknopflöcher genannt), Paspelknopflöcher und Augenknopflöcher. Wäscheknopflöcher sind üblich bei Hemden und Blusen, Paspelknopflöcher werden von zwei schmalen Paspeln eingefasst und an Jacken und Mänteln verwendet. Augenknopflöcher haben an der vorderen Zugseite ein rund gearbeitetes Auge, das dem Knopfstiel Platz lässt. Diese Form wird bei schweren Stoffen eingesetzt, bei denen der Knopf nicht eng am Stoff anliegen kann, sondern mit einem sogenannten Stiel angenäht wird, damit beim Schließen beide Stofflagen glatt übereinanderliegen.
Knopflöcher werden meist horizontal und damit quer zur senkrechten Knopfleiste ausgerichtet. Der Hals des Knopfes verhakt sich auf Zug zur Seite gut im Schlitzende des Knopflochs. Abgesehen vom obersten Knopf am Kragen und manchmal auch dem untersten sind Knopflöcher an Hemden und Blusen jedoch typisch längs zur Knopfleiste ausgerichtet, sie sind somit schneller zu schließen und zu öffnen und brauchen kaum Zug aufzunehmen.

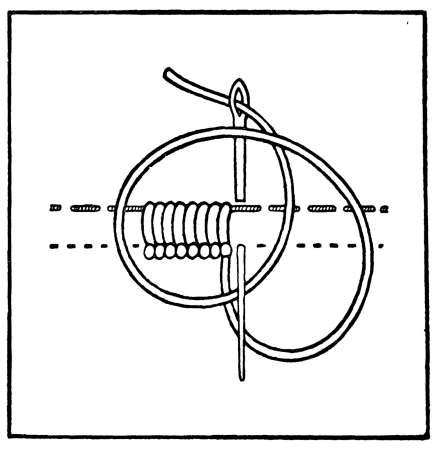
Der Knopflochstich (hier die einfachste Ausführung) ist ein grundlegender Stich, der bei vielen textilen Techniken Verwendung findet.
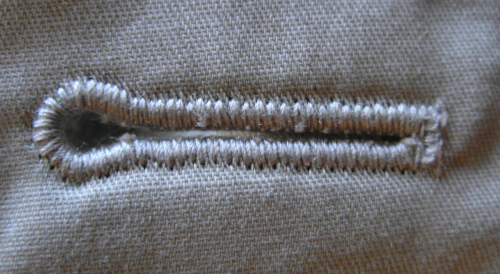
Maschinell gefertigtes Knopfloch mit Auge
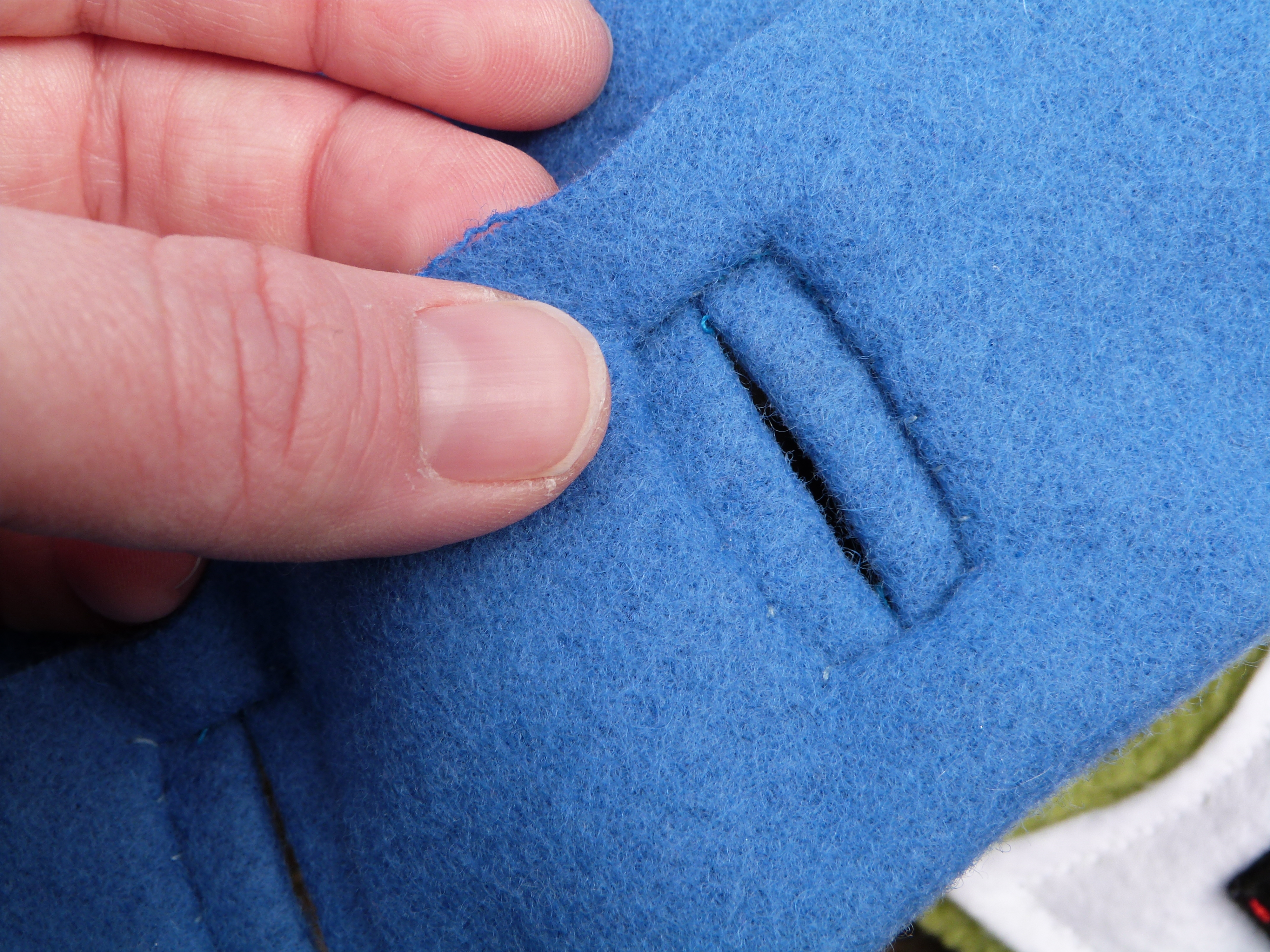
Gepaspeltes Knopfloch

## Knopfleiste
Die Knopfleiste wird beim Hemd und beim Hosenbund als Kennzeichen hochwertiger Verarbeitung angesehen. Sie besteht aus einem angesetzten Stoffstück für Knopf und Knopfloch. Eine „aufgesetzte Leiste“ hat äußerlich sichtbare Steppnähte, eine „blinde Leiste“ eine unsichtbare Steppnaht, zum Beispiel an Smokinghemden.
Bis in die 1950er Jahre war eine Knopfleiste die bevorzugte Schließvorrichtung für Pelze. Sie bestand aus einem Stoffstreifen mit Knopflöchern, der an der Innenseite der Übertrittvorderkante aufgenäht wurde, so dass das Teil blind geknöpft werden konnte, also ohne Knopflöcher im Fell. Die Knöpfe waren hierbei beim geschlossenen Pelz nicht sichtbar. Die Erfindung des unauffälligen Klipverschlusses für Pelze ersetzte Knopf und Knopfleiste.

## Biologische Abbaubarkeit
Schon immer wurden Knöpfe aus biologischem Ursprung hergestellt, zum Beispiel aus Hirschhorn, Knochen, Perlmutt, die im Wesentlichen aus Kalk bestehen. Knöpfe aus Horn, Kasein, Holz und Kokosnussschalen sind altbekannte Materialien, die sich im Boden biologisch abbauen.
Außerdem wurden biologisch abbaubare Knöpfe aus Cellulose, Lignin sowie pflanzlichen Harzen und Wachsen entwickelt, die Waschen und Bügeln überstehen, sich jedoch im Erdreich zersetzen.